# Marcos Pasquim
Marcos Pasquim, właściwie Marcos Fábio Prudente (ur. 14 czerwca 1969 w São Paulo) – brazylijski aktor telewizyjny, znany z udziału w telenowelach.

## Życiorys
Syn Sueli Ferreira i Renato Barbosa Prudente, wychowywał się wraz z siostrą Malu Cristiną oraz dwoma braćmi – Marcelo Dimaio i Mateusem Thiago. Studiował we wspólnocie Sióstr Służebniczek GAP w Colégio Padre Moye pod wezwaniem Ojca Moye w powiecie Lemon (Limão), w północnej strefie São Paulo. Był aktywnym graczem w siatkówkę i członkiem zespołu muzycznego. Pracował także jako programista i sprzedawca. Występował na scenie w przedstawieniach: Blue Jeans (1992/1994/2001), Lekcja zbyt daleka (Uma Lição Longe Demais, 1995/1997), Może być wynajęty przyjaciel (Aluga-se Um Namorado, 1995/1997), Każdy kot może mieć życie seksualne lepsze niż nasze (Qualquer Gato Vira-Lata tem uma Vida Sexual Melhor que a Nossa, 2001) i Abelardo i Beryl (Abelardo e Berilo, 2005/2006/2007). Karierę na małym ekranie zapoczątkował występem w telenoweli Rede Globo Człowiek i korony (Cara e Coroa, 1995-1996) jako Cosme. Popularność przyniosła mu telenowela Kubanacan (2003-2004), gdzie wystąpił w roli tajemniczego Estebana, za którą zdobył dwie nominacje do nagrody Contigo.
Spotykał się z Luaną Piovani. 7 lutego 2004 poślubił projektantkę mody Fabianę Kherlakian. Mają córkę Allicię (ur. 28 kwietnia 2004). Zamieszkali w São Paulo, w stanie São Paulo. W 2006 doszło do separacji.

## Filmografia

### Telenowele
- 1995-1996: Człowiek i korony (Cara e Coroa) jako Cosme
- 1997: Malhação jako Milton
- 1997: Mandacaru jako Eduardo Alencar
- 1998-1999: Chiquititas Brasil jako Felipe Mendes Ayala/Manoel
- 2000: Brava Gente
- 2000: Uga Uga jako Casemiro Van Damme
- 2001: Sai de Baixo jako Rony
- 2001: Atlas nieba (Estrela-Guia) jako Edmilson
- 2003-2004: Kubanacan jako Esteban Maroto/Pablo Herrera/Adriano Rivera Allende/León
- 2004: A Diarista jako Aktor
- 2004: Linha Direta jako Afrânio Lemos
- 2004: Sob Nova Direção jako Marquito
- 2005: Powiedziałem do księżyca (A Lua Me Disse) jako Tadeu
- 2006: Bang Bang jako Szalony Jake
- 2006-2007: Zwiedzanie w Jaca (Pé na Jaca) jako Lance

### Seriale TV
- 2002: O Quinto dos Infernos jako Piotr I (cesarz Brazylii)
- 2007: Wojna i pokój (Guerra e Paz) jako Tony Tijuana
- 2008: Wojna i pokój (Guerra e Paz) jako Pedro Guerra

### Filmy
- 2004: Xuxa i miasto utraconych skarbów (Xuxa E o Tesouro da Cidade Perdida) jako Igor
- 2006: Twoje problemy właśnie! (Seus Problemas Acabaram!!!)

### Programy TV
- 1997: Ty rozstrzygniesz (Você Decide)